# شعير محب للملح
شعير محب للملح (الاسم العلمي: Hordeum halophilum) هي نوع نباتي يتبع جنس الشعير من الفصيلة النجيلية.  